# Křížová cesta (Dolní Kounice)
Křížová cesta v Dolních Kounicích v okrese Brno-venkov se nachází v severní části města a vede z ulice Antonínská na vršek ke kapli svatého Antonína. Spolu s kaplí svatého Antonína je křížová cesta chráněna jako nemovitá kulturní památka České republiky.

## Historie
Křížovou cestu tvoří čtrnáct zděných, hlubších, výklenkových kaplí. Původně každá obsahovala kamenné sochařské pašijové scény. Výklenkové kapličky vznikly ve druhé polovině 18. století po přestavbě kaple svatého Antonína. Jejich litinové prvky pocházejí z konce 19. století a byly zhotoveny v blanenských železárnách.